# Mary-Ann Ochota
Mary-Ann Ochota (ur. 8 maja 1981 w Wincham) – brytyjska antropolożka i prezenterka telewizyjna polsko-indyjskiego pochodzenia. 

## Życiorys
Urodziła się i wychowała w Wincham, Cheshire, jej matka jest Hinduską, a ojciec Polakiem. Uczyła się w Sir John Deane's College w Cheshire, a następnie w 2002 ukończyła studia z zakresu archeologii i antropologii na Emmanuel College w University of Cambridge.
Po ukończeniu studiów weszła w skład zespołu badawczego antropologa Jeremy’ego Keenana podczas wyprawy na południową Saharę, by badać prehistoryczną sztukę naskalną w tamtejszych jaskiniach. W 2016 brała udział w wyprawie badawczej we współpracy z Muzeum Australijskim, prowadząc badania archeologiczne i ekologiczne na Pustyni Simpsona w Queensland w Australii.
Mary-Ann jest ekspertem w nurkowaniu (PADI Divemaster, BSAC Dive Leader) i żeglarstwie dalekomorskim, dobrze jeździ konno. W 2012 roku była częścią załogi, która przepłynęła 68-metrowym jachtem przez północny Pacyfik z Qingdao w Chinach do San Francisco w ramach Clipper Round the World Yacht Race.
Współorganizowała doroczny festiwal Crunch arts organizowany przez Institute of Art and Ideas oraz festiwal HowTheLightGetsIn Philosophy.
W 2011 r. w ramach działalności charytatywnej zbierała fundusze dla Royal National Lifeboat Institution.
Jest członkiem Royal Geographical Society.

## Aktywność w mediach
Brała udział jako prowadzący lub konsultant w programach telewizyjnych:
- Castaway: Exposed (BBC Three, 2007),
- Identity (BBC Two, 2007),
- Silbury Hill: The Heart of the Hill (BBC Four, 2007-2008),
- The One Show, (BBC One, 2010),
- The Truth behind King Arthur (National Geographic, 2011)
- Britain's Secret Treasures (ITV, 2012),
- seria Time Team XIX (Channel 4, 2012),
- Feral Children (także jako Raised Wild, Animal Planet, 2012),
- Squeamish (DMAX, 2012),
- Unreported World (Channel 4, 2013-2014),
- Secret Homes (ITV, 2013),
- Best of Enemies (ARD-alpha, 2016),
- Tajemnice Brytanii (Mystic Britain, Smithsonian Channel, 2019),

Brała udział w programie radiowym Weekend World Today w BBC World Service i BBC Radio 4. Jest stałym recenzentem w papierowym wydaniu gazety Sky News, pisze także dla „The Daily Telegraph”, „The Guardiana”, „Trail”, „Geographical”, „Summit” i „Countryfile Magazine”. Jest blogerką dla „The Independent”.

## Publikacje
Wydała trzy książki:
- Britain's secret treasures : extraordinary finds uncovered by members of the public, Headline, 2013;
- Hidden Histories. A Spotter’s Guide to the British Landscape, Frances Lincoln, 2018;
- Secret Britain: Unearthing Our Mysterious Past, Frances Lincoln, 2020.

## Życie osobiste
W 2008 wyszła za mąż za autora książek dla dzieci, Joe Craiga. W 2018 urodził się ich syn, Cole.
Występowała jako modelka w reklamach telewizyjnych.